# Rugrats (2021)
Rugrats ist ein Reboot der gleichnamigen Serie aus dem Jahr 1991, die erstmals am 27. Mai 2021 in den Vereinigten Staaten auf dem Streaming-Dienst Paramount+ ausgestrahlt wurde.

## Inhalt
Die abenteuerlustigen Babys nennen sich gemeinsam „Rugrats“. Die Rugrats werden von dem einjährigen Baby Tommy Pickels angeführt. Gemeinsam erkunden sie die Welt, sowohl auf dem Teppich als auch auf dem Tisch. Nur gibt es noch ein kleines Problem. Die Erwachsenen verstehen die Babysprache nicht!

## Synchronisation
Die Synchronisation wurde vom Studio Hamburg Synchron in Hamburg erstellt. Die Regie stammt von Michael Grimm; während das Buch von Jesse Grimm und Felix Stackfleth stammt.
| Figur                | Originalsprecher   | Synchronsprecher   |
| -------------------- | ------------------ | ------------------ |
| Tommy Pickles        | Elizabeth Daily    | Angela Quast       |
| Chuckie Finster      | Nancy Cartwright   | Eva Michaelis      |
| Phil and Lil DeVille | Kath Soucie        |                    |
| Angelica Pickles     | Cheryl Chase       | Monika Barth       |
| Susie Carmichael     | Cree Summer        | Daniela Reidies    |
| Stu Pickles          | Tommy Dewey        | Holger Umbreit     |
| Didi Pickles         | Ashley Spillers    | Tina Eschmann      |
| Charlotte Pickles    | Anna Chlumsky      | Marion von Stengel |
| Drew Pickles         | Timothy Simons     |                    |
| Betty DeVille        | Natalie Morales    |                    |
| Chas Finster         | Tony Hale          |                    |
| Lou Pickles          | Michael McKean     | Peter Weis         |
| Dr. Lucy Carmichael  | Nicole Byer        |                    |
| Randy Carmichael     | Omar Benson Miller | Daniel Welbat      |
| Boris Kropotkin      | Henry Winkler      |                    |
| Minka Kropotkin      | Swoosie Kurtz      |                    |

## Episodenliste

### Staffel 1
In den USA wurden alle Episoden am 27. Mai bzw. 7. Oktober 2021 gleichzeitig bei Paramount+ veröffentlicht.
| Nummer(gesamt) | Nummer(Staffel) | Deutscher Titel                 | Originaltitel               | Erstveröffentlichung (USA) | Erstausstrahlung (Deutschland) |
| 1              | 1               | Der Wurm ist drin               | Second Time Around – Part 1 | 27. Mai 2021               | 11. November 2021              |
| 1              | 1               | Der Dino-Heilzahn               | Second Time Around – Part 2 | 27. Mai 2021               | 11. November 2021              |
| 2              | 2               | Die Entrümpel-Fee               | Lady De-Clutter             | 27. Mai 2021               | 11. November 2021              |
| 2              | 2               | Das doppelte Hündchen           | New Puppy                   | 27. Mai 2021               | 11. November 2021              |
| 3              | 3               | Ein Hund für Chuckie            | Tail of the Dogbot          | 27. Mai 2021               | 11. November 2021              |
| 3              | 3               | Sei mein Jonathan               | Jonathan for a Day          | 27. Mai 2021               | 11. November 2021              |
| 4              | 4               | Eine große, glückliche Familie  | One Big Happy Family        | 27. Mai 2021               | 18. November 2021              |
| 4              | 4               | Der allerletzte Luftballon      | The Last Balloon            | 27. Mai 2021               | 18. November 2021              |
| 5              | 5               | Der Erbsenmarsch                | March for Peas              | 27. Mai 2021               | 25. November 2021              |
| 5              | 5               | Eine schrecklich nette Angelica | The Two Angelicas           | 27. Mai 2021               | 25. November 2021              |
| 6              | 6               | (Kein) Leben ohne Auto          | No License to Drive         | 7. Oktober 2021            | 2. Dezember 2021               |
| 6              | 6               | Duffy, der Flaschengeist        | I Dream of Duffy            | 7. Oktober 2021            | 2. Dezember 2021               |
| 7              | 7               | Der Fisch-Ohrwurm               | The Fish Stick              | 7. Oktober 2021            | 9. Dezember 2021               |
| 7              | 7               | Ziemlich beste Feinde           | The Pickle Barrel           | 7. Oktober 2021            | 9. Dezember 2021               |
| 8              | 8               | Ein Blick in die Zukunft        | The Future Maker            | 7. Oktober 2021            | 16. Dezember 2021              |
| 8              | 8               | Reptar ist weg                  | Goodbye Reptar              | 7. Oktober 2021            | 16. Dezember 2021              |
| 9              | 9               | Die „Bubbe & Zayde Show“        | The Bubbe and Zayde Show    | 7. Oktober 2021            | 23. Dezember 2021              |
| 9              | 9               | Sagenhafter Joghurt             | The Perfect Myth            | 7. Oktober 2021            | 23. Dezember 2021              |
| 10             | 10              | Der große Unterschied           | The Big Diff                | 7. Oktober 2021            | 14. Februar 2022               |
| 10             | 10              | Unterwegs im Weltall            | Final Eclipse               | 7. Oktober 2021            | 14. Februar 2022               |
| 11             | 11              | Volle Konzentration             | Great Minds Think Alike     | 7. Oktober 2021            | 16. Februar 2022               |
| 11             | 11              | Betty und das Biest             | Betty and the Beast         | 7. Oktober 2021            | 15. Februar 2022               |
| 12             | 12              | Flucht aus der Vorschule        | Escape from Preschool       | 7. Oktober 2021            | 18. Februar 2022               |
| 12             | 12              | Mr. Chuckie                     | Mr. Chuckie                 | 7. Oktober 2021            | 17. Februar 2022               |
| 13             | 13              |                                 | The Werewoof Hunter         | 7. Oktober 2021            |                                |
| 14             | 14              |                                 | Traditions                  | 2. Dezember 2021           |                                |

### Shorts
| Nummer | Deutscher Titel | Originaltitel   | Erstausstrahlung (USA) | Erstausstrahlung (Deutschland) |
| 1      | Tommys Ball     | Tommy’s Ball    | 27. Mai 2021           | 21. Dezember 2021              |
| 2      | Nachtheulen     | Night Howl      | 27. Mai 2021           | 19. Dezember 2021              |
| 3      | Die Lampen      | The Lamp        | 27. Mai 2021           | 20 Dezember. 2021              |
| 4      | Die Rutsche     | The Slide       | 27. Mai 2021           | 19. Dezember 2021              |
| 5      | Expedition      | Expedition      | 7. Oktober 2021        | 22. Dezember 2021              |
| 6      | Cynthia Show    | Cynthia Show    | 7. Oktober 2021        | 23. Dezember 2021              |
| 7      |                 | Art Project     | 22. Oktober 2021       |                                |
| 8      |                 | Reptar in Space | 22. Oktober 2021       |                                |

## Produktion
Anfang September 2015 wurde auf Variety bekannt gegeben, dass Nickelodeon möglicherweise „mit überarbeiteten Versionen von Klassikern experimentieren“ wolle, zu denen auch Rugrats gehören könnte. Am darauffolgenden Tag meldete die Independent, dass „Rugrats auch bald wieder auf unseren Bildschirmen zu sehen sein könnte“. Im Juli 2016 wurde bekannt, dass Nickelodeon Gespräche mit Klasky Csupo und Paul Germain über eine mögliche Wiederbelebung der Fernsehserie führt.
Ende Juli 2016 erklärte Arlene Klasky, dass sie bereit wäre, zusammen mit den Co-Schöpfern Gabor Csupó und Paul Germain an einer Wiederbelebung der Serie zu arbeiten. Im Oktober 2016 erklärte ein Senior Vice President von Nickelodeon auf die Frage eines Fans, dass Rugrats zu den anderen Serien gehöre, die für eine Wiederbelebung in Betracht gezogen würden.
Mitte Juli 2018 wurde bekannt gegeben, dass Nickelodeon eine Serienbestellung für ein 26-teiliges Revival der Serie erteilt hat, das von Klasky, Csupó und Germain produziert wird. Im Mai 2020 wurde bekannt gegeben, dass die Wiederaufnahme der Serie auf 2021 verschoben wurde.
Ende Februar 2021 wurde bekannt gegeben, dass das Reboot im späten Frühjahr 2021 auf Paramount+ ausgestrahlt werden würde. Eine Vorschau wurde auch auf Social-Media-Plattformen hochgeladen. Im März wurde eine komplett neue Besetzung für die Eltern enthüllt.
Die Premiere des Reboots fand am 27. Mai 2021 auf Paramount+ statt. Am 20. August 2021 wurde das Reboot auch auf Nickelodeon ausgestrahlt. Eine zweite Serie von Episoden wurde am 7. Oktober 2021 veröffentlicht.
Am 21. September 2021 wurde die Serie für eine zweite Staffel mit 13 Episoden verlängert.
In Deutschland feierte die Serie am 11. November 2021 auf Nickelodeon Premiere.